# Asima
Asima (em hebraico, אֲשִׁימָא, Ashima, latinizado como Asima) é um ídolo adorado em Samaria pelos expatriados de Hamate, cidade da Síria.
"Os da Babilônia fizeram Sucote-Benote, os de Cuta fizeram Nergal e os de Hamate fizeram Asima." (2 Rs 17:30)
Segundo Matthew Henry e John Gill, Asima seria um bode sem pelos. Segundo Adam Clarke, Asima poderia ser o fogo, derivado de asham, purificar, ou, citando Jarchi, um deus na forma de bode.
De acordo com William Fleming, nada se sabe sobre este ídolo Asima.